# PunkBuster
PunkBuster je počítačový program od firmy Even Balance. Jeho hlavním účelem je odhalování podvodného jednání při hraní online her. Dokáže detekovat různé druhy cheatů a hacků (či nových cheaterských programů nazývaných „multihack“). Pracuje pouze v online režimu způsobem klient–server. V počítači klienta (hráče) opakovaně kontroluje na příkaz serveru soubory používané k online hře v rozmezí od 20 do 500 sekund. Pokud najde nějakou nesrovnalost, porovná ji s centrální databází. Pokud v záznamech známých cheatů a hacků najde shodu, odpojí klienta od herního serveru, přičemž mu zobrazí důvod odpojení.
Pokud se jedná o opravitelnou chybu, stačí příčinu odstranit a PunkBuster dále tuto chybu nezobrazuje a hráče už od herního serveru neodpojuje.